# Гвинианидзе, Мате Арсенович
Мате Гвинианидзе (груз. მათე არსენის ძე ღვინიანიძე; 10 декабря 1986, Тбилиси, СССР) — грузинский футболист, защитник.

## Биография
Родился 10 декабря 1986 года в Тбилиси. Мать Тина, отец Арсен по профессии милиционер. Кроме него в семье ещё 4 старшие сестры — Лиа, Тинатин, Имра и Индира.
Начал играть в футбол в шесть лет. После его заметили скауты и пригласили заниматься футболом в столичном «Динамо». Воспитанник клуба «Норчи Динамоэли».

### Клубная карьера
В составе «Норчи Динамоэли» выступал на протяжении двух сезонов и провёл 10 матчей во второй лиге Грузии.
Летом 2004 года побывал на просмотре в московском «Локомотиве», куда вместе с ним поехало ещё 40 молодых игроков. В итоге на сбор с первой командой поехал только Гвинианидзе. В сентябре того же года он сыграл в товарищеском матче против самарских «Крыльев Советов» (2:3), вышел на 78 минуте вместо Геннадия Нижегородова. В январе 2005 года подписал пятилетний контракт с «Локомотивом». Выступал за дублирующий состав и сыграл в 17 матчах, в которых забил 1 гол.
Летом 2006 года перешёл в немецкий клуб «Мюнхен 1860», клуб за него заплатил 100 тысяч евро. Гвинианидзе в команду пригласил главный тренер Вальтер Шахнер. В команде во Второй Бундеслиге дебютировал 13 августа 2006 года в выездном матче против «Гройтер Фюрта» (1:0).
Первое время он жил у своей сестры которая учится в Мюнхене. У своей сестры Тинатин, которая жила там уже на протяжении нескольких лет и училась в университете Людвига-Максимилиана, Мате жил в двухкомнатной квартире. Как говорит сам Гвинианидзе для него лучшим другом в команде стал Неманья Вучичевич, с которым они разговаривали на русском языке, к тому же в своё время Неманья играл в «Локомотиве».
В ноябре 2007 года подписал новый контракт с клубом до июня 2011 года. В декабре 2007 года перенёс операцию на левом колене, из-за которой не смог играть на протяжении около месяца. Всего за клуб провёл 87 матчей и забил один гол, в команде стал настоящей звездой и любимцем болельщиков.
В феврале 2011 года перешёл в «Севастополь», подписав контракт сроком на 3,5 года. Мог перейти в румынское «Динамо» или швейцарский «Базель». В команде дебютировал 13 февраля 2011 года в товарищеском матче против нальчикского «Спартака» (1:1). 3 марта 2011 года дебютировал в чемпионате Украины в матче против донецкого «Шахтёра» (0:1).

### Карьера в сборной
Выступал за юношеские сборные Грузии до 17 и до 19 лет. За сборную до 17 лет провёл три матча и забил один гол в турнирах УЕФА, в сборной до 19 лет провёл три матча в турнирах УЕФА.
За молодёжную сборную провёл 12 матчей.
В национальной сборной Грузии дебютировал в 2006 году, провёл 7 матчей.

## Достижения
- Победитель Первой лиги Украины (1): 2012/13

## Личная жизнь
Летом 2009 года немецкая полиция подозревала Гвинианидзе в изнасиловании. Однако руководство клуба и его агент отрицали вину.